# Personenlexikon zur Christlichen Archäologie

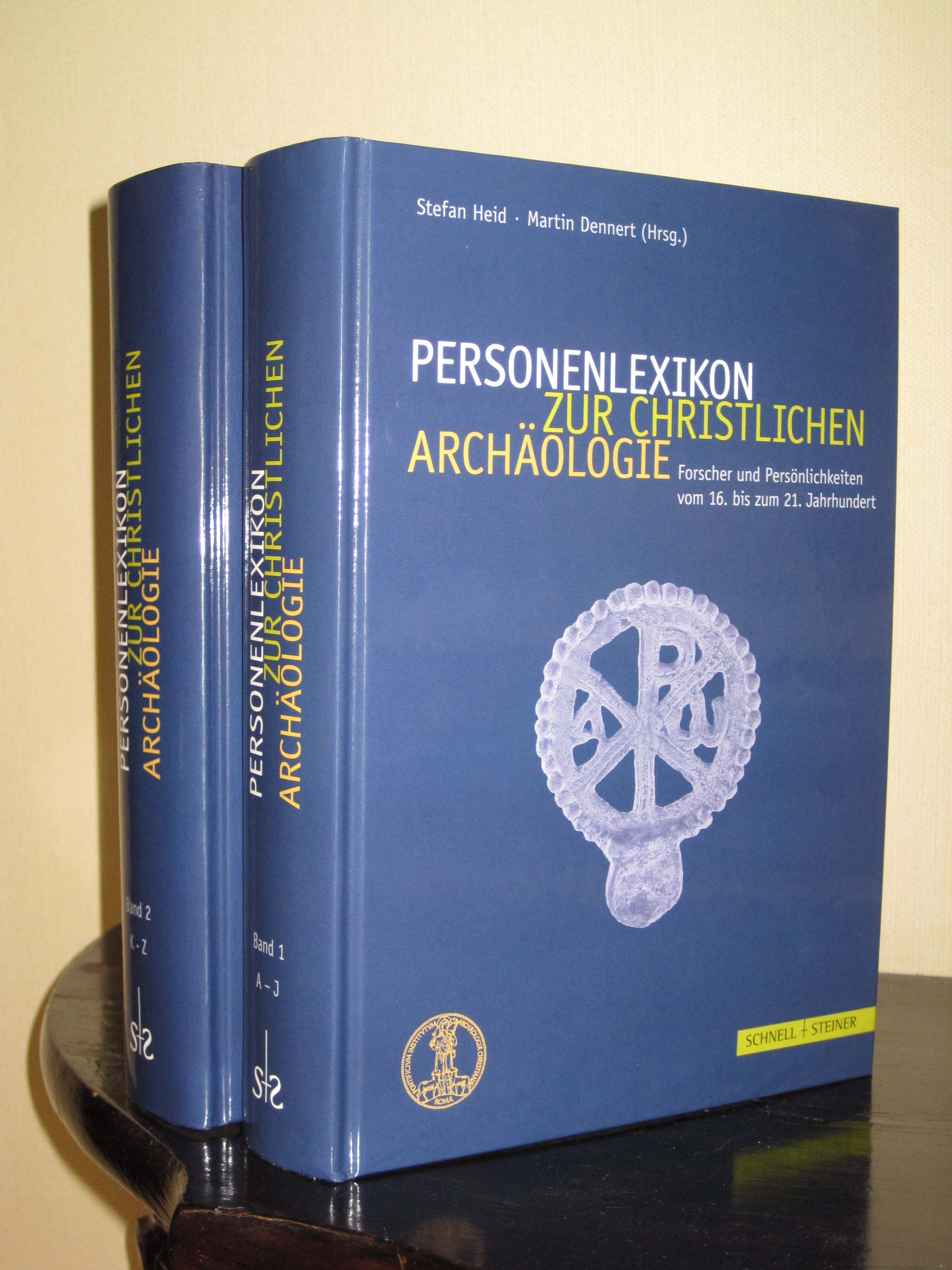
Personenlexikon zur Christlichen Archäologie

Das Personenlexikon zur Christlichen Archäologie ist ein Nachschlagewerk in deutscher Sprache zu Forschern und Persönlichkeiten der Christlichen Archäologie vom 16. bis zum 21. Jahrhundert aus über 30 Ländern Europas, Asiens, Nordafrikas und Nordamerikas.

## Das Lexikon
Dieses Standardwerk versteht sich mit seinen 1.504 Personenartikeln nicht als Personenkunde ausschließlich christlicher Archäologen, sondern als Prosopographie zur Christlichen Archäologie, die auch Personen benachbarter Fächer (Klassische Archäologie, Denkmalpflege, Kunstgeschichte, Architektur etc.) einschließt, die Relevantes für die Christliche Archäologie geleistet haben. Die einzelnen Biographien werden ergänzt durch eine möglichst vollständige Zusammenstellung der Archivalien. Darüber hinaus finden sich jeweils eine Publikationsliste ausgewählter Veröffentlichungen der einzelnen Forscher, sowie der Hinweis auf ggf. vorhandene Bibliographien und eine Auswahl von Sekundärliteratur zur jeweiligen Person. Ein Personenindex und ein Index der Wirkungsorte und Institutionen erlaubt es, das akademische Umfeld und personelle Netzwerk der Forscher zu verfolgen.
Die erste, zweibändige Auflage erschien 2012 im Verlag Schnell und Steiner in Zusammenarbeit mit dem Pontificio Istituto di Archeologia Cristiana (PIAC), Rom.

## Herausgeber und Mitarbeiter

### Herausgeber
- Stefan Heid, Professor für Liturgiegeschichte und Hagiographie am Päpstlichen Institut für Christliche Archäologie in Rom und Direktor des Römischen Instituts der Görres-Gesellschaft.
- Martin Dennert, studierte Christliche Archäologie und Byzantinische Kunstgeschichte in Freiburg i. Br. Er ist wissenschaftlicher Mitarbeiter am Lexicon Iconographicum Mythologiae Classicae in Basel.

### Mitarbeiter
| - Juan Manuel Abascal Palazón - Annarena Ambrogi - Claudia Angelelli - Agostina Appetecchia - Hans-Georg Aschoff - John Azzopardi - Josipa Baraka - François Baratte - Miquel Barbarà Anglès - Simona Barberini - Palmira M. Barbini - Xavier Barral i Altet - Giulia Berardi - Régis Bertrand - Elena Besana - Michael Blech - Hanswulf Bloedhorn - Alessandro Bonfiglio - Alessandro Borgomainerio - Olof Brandt - Rajko Bratož - Ottavio Bucarelli - Stefano Buonaguro - Elisa Canetri - Valentina Cantone | - Francesca Carboni - Pedro Castillo Maldonado - Eugenia Chalkia - Sabrina Cimini - Giuseppina Cipriano - Gaetano Colantuono - Giuseppe Maria Croce - Giuseppe Cuscito - Elżbieta Dąbrowska - Darija Damjanović - Ernst Dassmann - Maria Paola Del Moro - Stefano De Luca O.F.M. - Martin Dennert - Gianfranco De Rossi - Alejandro Mario Dieguez - Michael Dillmann O.P. - Katia di Penta - Carlo Ebanista - Jürgen Werinhard Einhorn O.F.M. - Daniela Esposito - Giuseppe Falzone - Raffaella Farioli Campanati - Francisca Feraudi-Gruénais | - Penelope Filacchione - Ivan Foletti - Joann Freed - Michèle Gaillard - Irmfried Garbe - Giovanni Gardini - Albrecht Gerber - Massimiliano Ghilardi - Ilenia Gradante - Christine Maria Grafinger - Giuseppe Grande - Ljudmila Grinenko - Giuseppe Antonio Guazzelli - Federico Guidobaldi - Hayk Hakobyan - Antonius Hamers - Stefan Heid - Johan Ickx - Karen Ilardi - Mat Immerzeel - Emil Iwanow - Bożena Iwaszkiewicz-Wronikowska - Elżbieta Jastrzębowska - Bernard Joassart S.J. - Agnieszka Karmańska | - Ljudmila Georgievna Khrushkova - Antoni Kiełbasa S.D.S. - Wolfram Kinzig - Ulrike Koenen - Petr Kubín - Alexander Kuhn - Johannes Laichner - Stefan Laube - Anna Leone - Paolo Liverani - Vinni Lucherini - Valentina Luciani - Virgine Ludwig - Pasquale Magnano - Lucia Majorca - Jean Nicolas Malget - Libor Marek - Emilio Marin - Rossana Martorelli - Francesca Paola Massara - Daria Mastrorilli - Sofia Mata de la Cruz - Danilo Mazzoleni - Giovanni Mennella - Jürgen Merten | - Branka Migotti - Mihailo Milinković - Giovanni Montanari - Debora Morfino - Aleksandr Musin - Giorgio Nestori - Doria Nicolaou - Anna Maria Nieddu - Claudio Noviello - Tina Maria Obershaw - Elvira Ofenbach - Giorgio Otranto - Albert Ovidiu - Daniela Pacchiani - Sergio Pagano C.R.S.P. - Cinzia Palombi - Domenico Palombi - Letizia Pani Ermini - Andrea Paribeni - Silvia Pasi - Silvia Pedone | - Philippe Pergola - Sabrina Pietrobono - Eleonora Pistis - Sandro Piussi - Annegret Plontke-Lüning - Vincenzo Poggi S.J. - Ivana Popović - Christo Preschlenow - Nade Proeva - Daniela Quadrino - Paola Quaranta - Anna Maria Ramieri - Cristina Ranucci - Lada Ratković-Bukovčan - Marjan Rebernik - Albert Vincent Ribera i Lacomba - Sebastian Ristow - Francesco Rivieccio - Rita Romanelli - Tatiana Rovidotti - Eugenio Russo - Leonard Victor Rutgers - Flavia Salvatori - Hans Reinhard Seeliger - Ante Škegro | - Gerlinde Strohmaier-Wiederanders - Manuela Studer-Karlen - Andreas Tacke - Alessandro Teatini - Doreen Tesche - Martin Teubner - Krisztina Tóth - Jetze Touber - Vasiliki Tsamakda - Péter Tusor - Purificación Ubric Rabaneda - Fortunatina Vaccaro - Joaquim José Valente da Cruz M.C.C.J. - Miloje Vasić - Alessia Vivaldi - Brigitte Waché - Inés Warburg - Winfried Weber - Asnu-Bilban Yalçin - Alexander Zäh - Pietro Zovatto |

## Bibliographische Angabe
- Stefan Heid, Martin Dennert (Hrsg.): Personenlexikon zur Christlichen Archäologie. Forscher und Persönlichkeiten vom 16. bis zum 21. Jahrhundert. 2 Bände. Schnell & Steiner, Regensburg 2012, ISBN 978-3-7954-2620-0.